# ماسكوش (كيبك)
ماسكوش، كيبك (بالإنجليزية: Mascouche)‏ هي مدينة كندية تقع في مقاطعة كيبك. تبلغ مساحة هذه المدينة 106.6413 (كم²)، ويبلغ عدد سكانها 33764 نسمة حسب إحصاء سنة 2006 م، بينما كان يسكنها 29556 نسمة في سنة 2001 م. تحتل هذه المدينة المرتبة رقم 124 بين مدن كندا حسب عدد السكان والمرتبة رقم 30 في المقاطعة. النمو سكاني في هذه المدينة يقدر بـ(14.2).

## وصلات خارجية
- الأطلس الحكومي لكندا
- إحصاءات كندا مع ساعة تعداد السكان